# Bird Millman

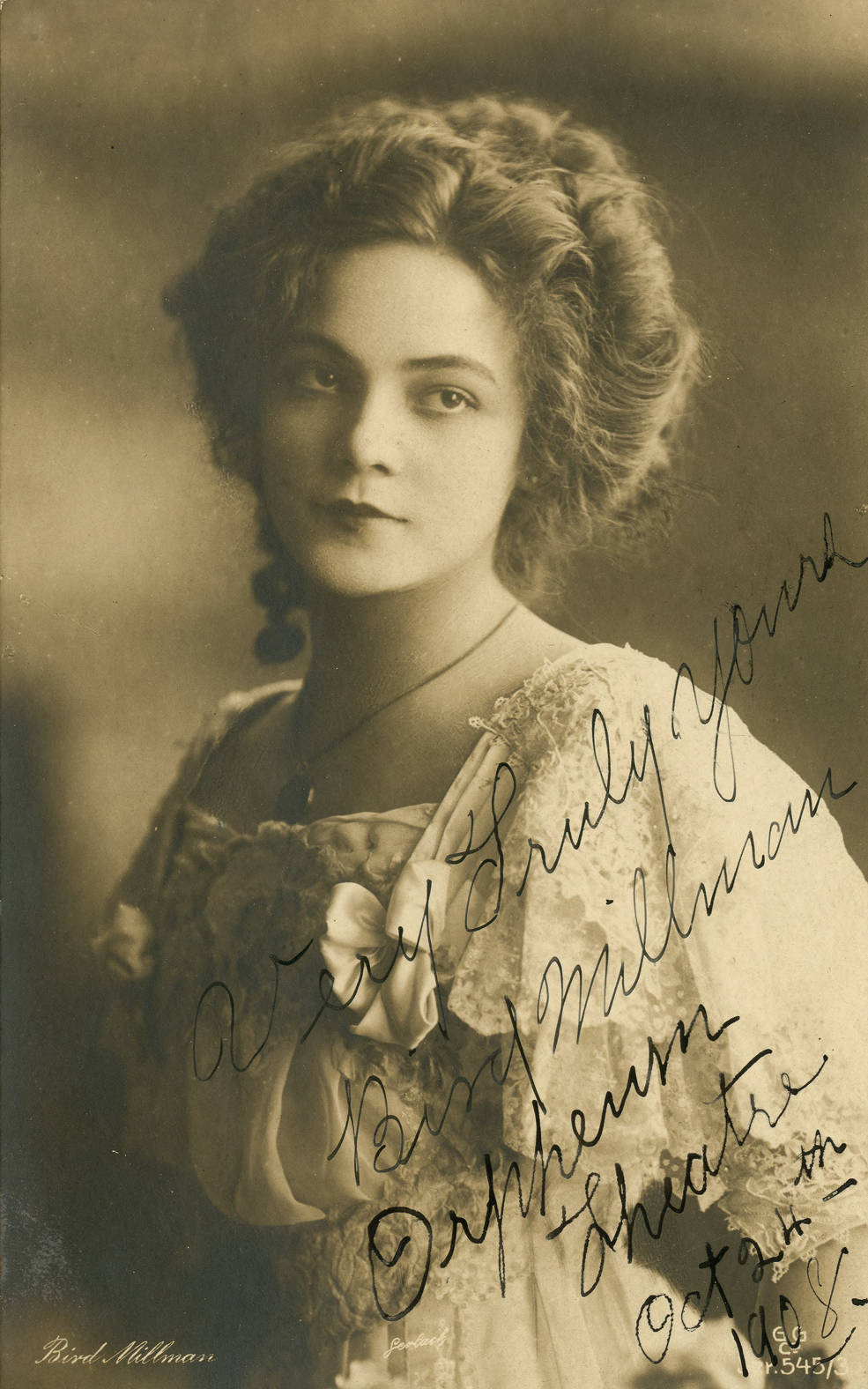
Bird Millman (1908)

Bird Millman O’Day (eigentlich Jennadean Engleman; * 20. Oktober 1890 in Cañon City, Colorado; † 5. August 1940 ebenda) war eine US-amerikanische Hochseiltänzerin. Sie gehörte zu den bekanntesten Artisten des Ringling Bros. and Barnum & Bailey Circus und trat mit diesem auch im deutschsprachigen Raum auf.

## Leben
Jennadean Engleman war die Tochter der auf Hochseiltanz und Trapezkunst spezialisierten Zirkusartisten Dyke F. und Genevieve Patton Engleman, mit denen sie bereits in früher Kindheit Auftritte absolvierte und ab dem zwölften Lebensjahr ebenfalls als Hochseiltänzerin auftrat. Ab 1904 bereiste die auch als Millman Trio bekannten Familie landesweit Vaudeville-Theater, wo Jennadean Engleman als Seiltänzerin erste Bekanntheit erlangte. Sie trug fortan den Künstlernamen Bird Millman.
1913 wurde Millman Mitglied des Barnum und Bailey Circus, der 1919 mit dem Ringling Brothers Circus zum Ringling Bros. and Barnum & Bailey Circus fusionierte. In den folgenden Jahren konnte sie sich als eine der größten Stars der US-amerikanischen Zirkuswelt etablieren. Millman trat weltweit auf, darunter im deutschsprachigen Raum am Apollo-Theater in Nürnberg sowie in Anwesenheit von Wilhelm II. im Wintergarten in Berlin. Zu Millmans Ensemble gehörte zeitweise auch die später in Deutschland populäre Schauspielerin Fern Andra.
Abstecher von der Zirkuswelt machte Bird Millman unter anderem 1916 als Tänzerin bei den Ziegfeld Follies am Broadway (wo sie bereits zuvor mehrfach aufgetreten war) sowie 1920 in einem kleinen Auftritt als Seiltänzerin im Stummfilm The Deep Purple von Raoul Walsh. Im selben Jahr folgte eine kleine Rolle im Drama The Law of the Yukon. Im Verlauf der 1920er Jahre beendete sie ihre Laufbahn. Die amerikanische Tänzerin Berta Beeson (1899–1969) kopierte bis zu ihrem Karriereende 1936 den Stil und Inhalt von Bird Millmans Auftritten als eine Hommage.
Bird Millman war zweimal verheiratet. Ihre erste Ehe mit John C. Thomas wurde geschieden. Ihr zweiter Ehemann Joseph Francis O’Day starb 1929, kurz nachdem er durch den Schwarzen Donnerstag sein komplettes Vermögen verloren hatte. Die nun mittellose Millman zog zu ihrer Mutter und der übrigen Familie in ihren Geburtsort Cañon City. Dort starb sie am 5. August 1940 im Alter von 49 Jahren an einem Uteruskarzinom. Bei ihrer Trauerfeier sprach die Schriftstellerin Dixie Willson. Bird Millman wurde auf dem Lakeside Cemetery in Cañon City bestattet.
Für ihre Verdienste in der Zirkuswelt wurde Bird Millman 1961 postum in die Circus Hall of Fame aufgenommen.

## Filmografie

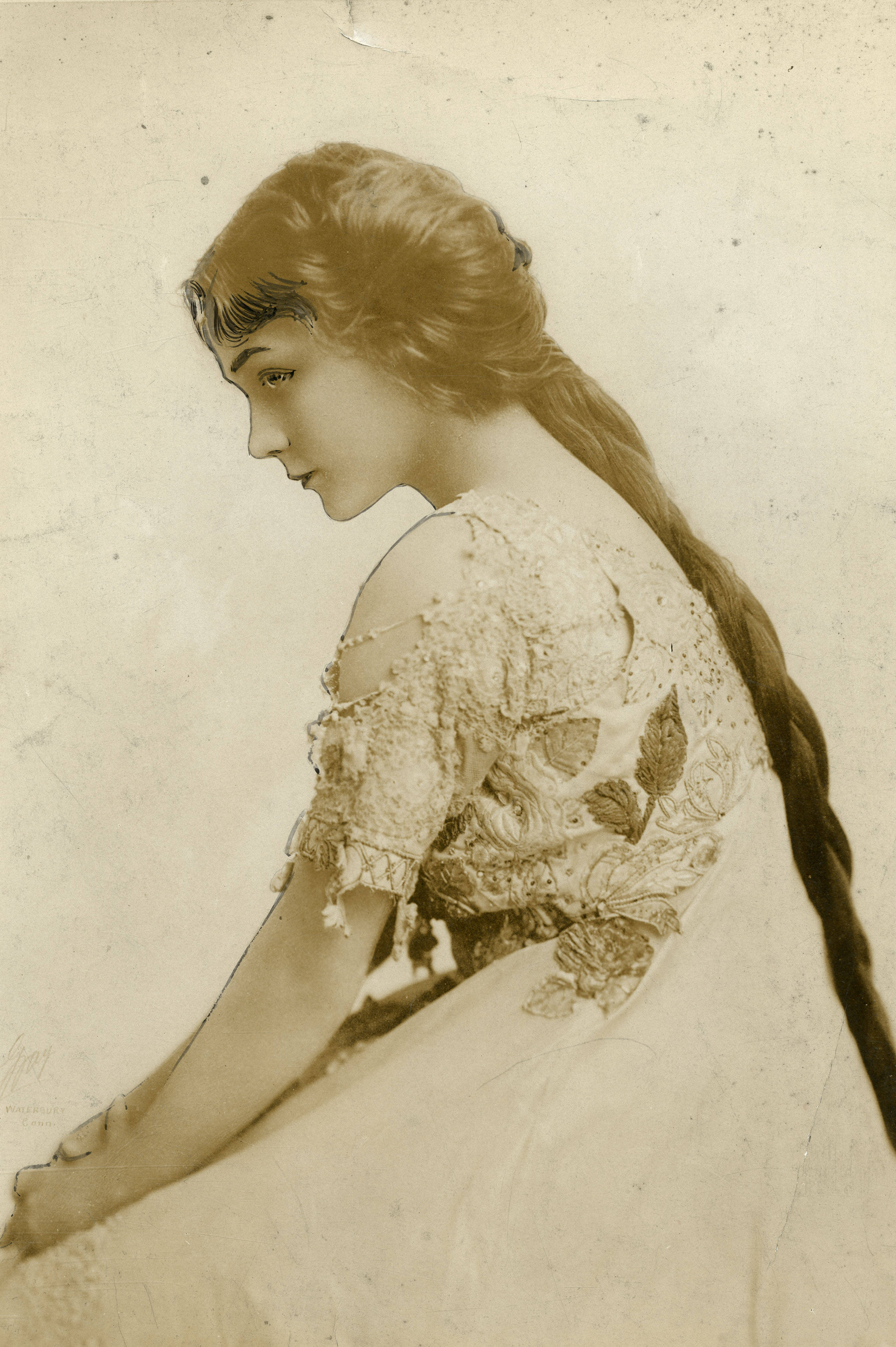
Bird Millman (1908)

- 1920: The Law of the Yukon
- 1920: The Deep Purple

## Broadway-Auftritte
In Klammern der Ort der Aufführung. Quelle:
- 1909: Miss Innocence (New York Theatre)
- 1916: Ziegfeld Follies of 1916 (New Amsterdam Theatre)
- 1921: Ziegfeld Midnight Frolic (Ziegfeld Roof)
- 1921: The Greenwich Village Follies (Shubert Theatre)